# Vlaamse Kunstcollectie
De Vlaamse kunstcollectie vzw (VKC) is een samenwerkingsverband tussen de vijf grote kunstmusea van de Vlaamse Gemeenschap. Het KMSKA in Antwerpen, de Musea Brugge (de koepelnaam voor alle Brugse musea waaronder het Groeningemuseum, het Museum Sint-Janshospitaal, het Gruuthusemuseum, ...), het MSK in Gent, M Leuven en Mu.ZEE in Oostende. Naast beleidsmatige samenwerking rond de beeldende kunstmusea biedt de Vlaamse Kunstcollectie ook dienstverlening aan rond beeld- en databeleid in de Vlaamse musea. Bedoeling hiervan is zo veel mogelijk digitale beelden en metadata over de collecties in de musea voor hergebruik ter beschikking te stellen. Het samenwerkingsverband zet tevens thematische websites op rond onder meer George Minne, James Ensor, Vlaamse primitieven, Barok in Vlaanderen, Abstract Modernisme en Pieter Bruegel de Oude.

## Geschiedenis
Het samenwerkingsverband is opgericht eind 2006 onder de vorm van een vereniging zonder winstoogmerk. Aanvankelijk waren er drie leden, Het Koninklijk Museum voor Schone Kunsten, het Groeningemuseum en het Museum voor Schone Kunsten. De eerste voorzitter was Paul Van Grembergen. Na het overlijden van Paul Van Grembergen nam Annemie Van de Casteele op 3 december 2015 de scepter over. Coördinatoren van de VKC waren o.m. Geert Souvereyns en Pascal Ennaert. 
De organisatie werd initieel opgericht in een poging om een Vlaamse tegenhanger van het Nederlands RKD te worden, met name een kunsthistorisch onderzoekscentrum voor kunst uit Vlaanderen. Deze ambitie werd steeds doorkruist door de ambities die de Vlaamse overheid voor het samenwerkingsverband formuleerde. Zo werd de VKC op het cultureelerfgoeddecreet onder meer erkend als 'Samenwerkingsverband met het oog op de internationale promotie van de Vlaamse Kunstcollecties'. Tegenwoordig is de VKC erkend als 'dienstverlenende organisatie' met als rol 'beeld- en databeleid in de Vlaamse musea'. 

## Arthub Flanders
De online collectie omvat duizenden beeldende kunstwerken en is via een website op het internet te bezichtigen. Het Groeningemuseum specialiseert zich in de periode rond de Vlaamse Primitieven, het KMSKA heeft een grote collectie barok, met als hoogtepunten Peter Paul Rubens, Antoon van Dyck en Jacob Jordaens en het Gentse Museum voor Schone Kunsten concentreert zich op de 19e eeuw, de eeuw van Théodore Géricault, Gustave Courbet, Auguste Rodin, Emile Claus en George Minne. Deze drie musea bewaren ruim 6.750 schilderijen, 40.000 tekeningen en 2.000 sculpturen waaronder topwerken van Jheronimus Bosch, Jan Van Eyck, Peter Paul Rubens, Antoon van Dyck, James Ensor, Permeke en Rik Wouters.
De site is interessant omdat ook de uitgebreide collectie tekeningen in detail kan getoond worden. Dit is in werkelijkheid onmogelijk door de grote kwetsbaarheid en lichtgevoeligheid ervan. Je kan nu ongestoord grasduinen in de schetsboeken van George Minne. Deze studiebladen onthullen Minnes tekenwerkwijze en verduidelijken hoe hij tot zijn beeldhouwwerk kwam. Ook worden langzamerhand de prenten en tekeningen van James Ensor en Joseph Benoit Suvée via het web zichtbaar. Aan de ontsluiting van Rubens' grafisch werk wordt ondertussen de laatste hand gelegd, met name 665 gravures, etsen en houtsnedes. 
De site is ook volledig toegankelijk in het Engels.